# Summerskill-Walshe-Tygstrup-Syndrom
Bei der idiopathischen rezidivierenden Cholestase (Summerskill-Tygstrup) handelt es sich um eine seltene, autosomal-rezessiv vererbbare Störung mit intermittierend auftretendem intrahepatischem Verschlussikterus bei Kindern und jungen Erwachsenen. Die Prognose ist relativ gut. Diese Art der Cholestase fällt unter die familiäre Hyperbilirubinämie-Syndrome mit Erhöhung des direkten Bilirubins im Blut. Klinische Zeichen sind u. a. Ikterus (Gelbsucht) in den Skleren und Schleimhäuten, bei stärkerem Auftreten auch deutlich der Haut. Zusätzlich zeigen sich typische Symptome eines Ikterus wie Müdigkeit, Appetitlosigkeit, Übelkeit, Juckreiz und Druckempfindlichkeit im rechten Oberbauch (vergrößerte Leber).